# Kliment Vorochilov
assinatura
Kliment Voroshilov (em russo: Климе́нт Ефре́мович Вороши́лов, transl. Klimént Efrémovitch Voroshílov; em ucraniano: Климент Єфремович Ворошилов; Verkhneye, 4 de fevereiro de 1881 - 2 de dezembro de 1969), conhecido popularmente como Klim Voroshilov (russo: Клим Вороши́лов), foi um  comandante militar e político soviético e um dos líderes do Partido Comunista da URSS. Participou da Revolução Russa de 1917 e da Guerra Civil Russa subsequente como oficial no front sul. Foi correligionário, aliado e amigo pessoal de Josef Stalin.
Desempenhou as funções de Chefe de Estado da União Soviética entre 1953 e 1960. Nascido na aldeia de Verkhneye, próximo a Yekaterinoslav), na Ucrânia, ainda sob o Império Russo, filho de um trabalhador ferroviário de origem russa.